# Roy Black
Pour les articles homonymes, voir Hollerich (homonymie) et Black.
Roy Black, de son vrai nom Gerhard Höllerich, est un chanteur de schlager et un acteur allemand né le 25 janvier 1943 à Bobingen près de Augsbourg 
et mort le 9 octobre 1991, à Heldenstein, Allemagne. Roy Black est remarqué par un producteur des disques Polydor qui lui signe un contrat alors qu’il donne des concerts de rock avec ses copains dans la salle des fêtes de sa ville. Fan de Roy Orbison (auquel il a emprunté le prénom de son pseudonyme), le jeune homme est plutôt branché rock n’roll, pourtant son producteur, séduit par la voix originale du jeune homme et son physique de play-boy envisage pour ce dernier un tout autre répertoire. On est alors en pleine phase de ressac après la vague yéyé, et l’année 1965 marque un retour à la chanson romantique (avec en France l’éclosion d’Hervé Vilard, Christophe ou Pascal Danel). Pressentant la même évolution, la firme Polydor ne propose à Roy que des romances sirupeuses, que le jeune homme, effaré dans un premier temps, est bien obligé d’enregistrer : c’est le triomphe immédiat (ganz in weiss et du bist nicht allein comptent parmi les plus gros tubes de l’année).
La jolie voix charmeuse de Roy colle bien avec ces chansons hyper sentimentales. Son large sourire et son regard enfantin séduisent les midinettes. Très rapidement, Roy passe des studios d’enregistrement aux plateaux de cinéma, où l’on perpétue son image de gendre idéal dans une série de comédies souvent fort médiocres, saupoudrées de quelques chansons.
Premier film en vedette « Ces sacrés professeurs » sorti en 1968, est une comédie de potaches située dans un collège de jeunes filles dont la partenaire n'est d'autre que Uschi Glas qui va lui donner la réplique dans la plupart de ses films.
Si Roy Black a aligné les disques d’or entre 1965 et 1972, il faut bien préciser qu’il ne faisait pas du tout l’unanimité et que beaucoup de jeunes détestaient son personnage et ses chansons guimauve. À compter de 1973, la chanson en langue allemande va vite sombrer dans les hit parade, en emportant Roy Black dans la tourmente.
La nostalgie aidant, Roy Black parviendra à faire un come-back réussi dans la chanson dans les années 1980 (notamment avec une adaptation allemande d’un tube de son idole Roy Orbison). Les traits épaissis par l’alcool, on le retrouve aussi en vedette dans une série TV allemande à succès pourtant déplorable dans les années 1990. Alors que le succès est de nouveau au rendez vous, et qu’il vient d’être papa d'une petite fille nommée Nathalie, Roy Black meurt pendant son sommeil d'un arrêt cardiaque le 9 octobre 1991 à Heldenstein dans sa maison de campagne près de Mühldorf am Inn.

## Discographie
- 1964 - Sweet Baby mein
- 1965 - Du bist nicht allein
- 1966 - Ganz in Weiß
- 1966 - Good Night my Love
- 1967 - Frag' nur dein Herz
- 1968 - Bleib bei mir
- 1968 - Ich denk an dich
- 1969 - Das Mädchen Carina
- 1969 - Dein schönstes Geschenk
- 1971 - Schön ist es auf der Welt zu sein (avec Anita)
- 1971 - Für dich allein (du kannst nicht alles haben)
- 1972 - Eine Rose schenk ich dir
- 1973 - Ave Maria
- 1974 - Einsam ohne dich
- 1977 - Sand in deinen Augen
- 1985 - Mona
- 1986 - In Japan geht die Sonne auf
- 1986 - Wahnsinn
- 1987 - Geträumt
- 1989 - Wanderjahre
- 1991 - Rosenzeit

## Filmographie
- 1968 - Paradies der flotten Sünder
- 1968 - Immer Ärger mit den Paukern
- 1969 - Zum Beispiel Roy Black (documentaire)
- 1969 - Unser Doktor ist der Beste
- 1969 - Hilfe, ich liebe Zwillinge
- 1970 - Wenn du bei mir bist
- 1971 - Wer zuletzt lacht, lacht am besten
- 1971 - Wenn mein Schätzchen auf die Pauke haut
- 1971 - Hochwürden drückt ein Auge zu
- 1972 - Kinderarzt Dr. Fröhlich
- 1972 - Grün ist die Heide
- 1973 - Alter Kahn und junge Liebe
- 1974 - Schwarzwaldfahrt aus Liebeskummer
- 1989 à 1991 - Ein Schloß am Wörthersee (série télé)